# Entrena
Entrena là một thị trấn trong tỉnh Logroño, thuộc vùng hành chính La Rioja của nước Tây Ban Nha, có dân số là 1.289 người (thời điểm 2006).